# Hrvatska reprezentacija u ragbi sedmici
Hrvatska reprezentacija u ragbi sedmici predstavlja Hrvatsku na međunarodnim natjecanjima u ragbi sedmici (ragbiju 7). Pod vodstvom je Hrvatskoga ragbijaškoga saveza.
Najveći je njezin uspjeh plasman u najviši razred (Championship) Europskoga prvenstva za 2024. godinu osvajanjem ukupno drugoga mjesta na turnirima razreda Trophy Europskoga prvenstva u Zagrebu (drugo mjesto) i Budimpešti (četvrto mjesto) tijekom 2023. godine.

## Povijest
Na Europskome prvenstvu Divizije B u Zagrebu 2015., ujedno i predkvalifikacijskome turniru za Olimpijske igre u Rio de Janeiru 2016., Hrvatska je osvojila četvrto mjesto (od dvanaest momčadi). Prethodno je Hrvatska osvojila turnir u Beogradu, na kojemu je Vedran Antić proglašen najboljim igračem turnira.

### Promaknuće u drugi razred (Trophy) Europskoga prvenstva (2017. – 2022.)
Hrvatska je osvojila Europsko prvenstvo konferencije 1 (treći razred) 2016. u Bugarskoj, izborivši ulazak u viši razred. Hrvatska je u skupini pobijedila Tursku (17:7) i Norvešku, a izgubila od Luksemburga. U četvrtzavršnici je bila bolja od Bugarske, u poluzavršnici Mađarsku (17:5), a završnici Luksemburg (45:14). Najboljim igračem turnira proglašen je Vedran Antinć.
Na Europskome prvenstvu (Rugby Europe Trophy) u Ostravi 2017., Hrvatska je završila sedma. U skupini je izgubila od Ukrajine (10:26) i Izraela (0:33), no pobjedom nad Danskom (22:19) osigurava četvrtzavršnicu, u kojoj gubi od Ukrajine (12:19). U razigravanju za peto mjesto gubi od Cipra (14:29), no u utakmici za sedmo mjesto pobjeđuje Latviju (19:7). U drugoj fazi Prvenstva, u Bukureštu, Hrvatska je osvojila peto mjesto. U skupini je pobijedila Cipar (24:19) i Češku (22:19), a izgubila od pobjednika turnira Švedske. U četvrtzavršnici gubi od Litve (0:21), no pobjedama na Ukrajinom (19:5) i Danskom (10:0) osvaja peto mjesto.
Na Europskome prvenstvu u Zagrebu 2018., održanome na NŠC Stjepan Spajić u Sigetu, u skupini su upisali dva poraza (7:26 od Izraela, 0:22 od Belgije) i pobjedu (31:12 nad Bugarskom).
Hrvatska je nastupila i na Europskome prvenstvu u Zagrebu 2019., ponovno održanu na NŠC Stjepan Spajić u Sigetu, ujedno i pretkvalifikacijskome turniru za Olimpijske igre u Tokiju 2020.
Hrvatska je nastupila na Europskome prvenstvu u Zagrebu 2021., na NŠC Stjepan Spajić u Sigetu. U skupini je pobijedila Latviju (31:7) i Mađarsku (17:5), a izgubila od Belgije (0:54). U četvrtzavršnici poražena je od Ukrajine (19:28), kao i u razigravanju za peto mjesto od Švedske (5:33). Završila je sedma, pobijedivši Luksemburg (10:7).

### Promaknuće u najviši razred (Championship) Europskoga prvenstva (2023.)
Na Europskome prvenstvu u Zagrebu, na stadionu NK Lučko, pobijedili su u skupini Bugarsku (25:19), Švicarsku (28:7) i Švedsku (24:17), u četvrtzavršnici Poljsku (31:12), a u poluzavršnici Mađarsku (26:21, poluvrijeme 21:0 za Mađarsku). U završnici prvenstva Hrvatska je izgubila od Ukrajine (5:41).
Na turniru razreda Trophy u Budimpešti 2023., hrvatski ragbijaši pobijedili su u skupini Moldaviju (43:0), Luksemburg (24:14) i Švicarsku (14:12), u četvrtzavršnici ponovno Švicarsku (38:15), u poluzavršnici izgubili od Latvije (14:26) te u utakmici za treće mjesto izgubili od Švedske (10:12), no prošli u viši rang zbog bolje bodovne ukupne razlike. U konačnici je Hrvatska bila druga u ukupnome poretku (32 boda), iza Ukrajine, s kojom se zajedno plasirala u najviši razred Europskoga prvenstva 2024.

## Trenutni sastav
preuzeto sa stranica Hrvatskoga ragbijaškoga saveza
- Sidraši: Jan Vlašić, Joško Žunić;
- Krila skupa: Domagoj Plazibat, Marko Grčić, Nikola Pavlović;
- Spojke: Lauro Kostić, Luka Lerotić;
- Otvarači: Duje Plazibat, Matej Bujanović;
- Centar: Nik Jurišić;
- Krila: Dino Cvrlje, Niko Vranešević.

## Sastavi

### Drugi razred EP-a
- Ostrava 2017.: Marko Grčić, Ilija Biškić, Dario Oxenham, Antonio Ivanković, Nikola Pavlović, Mario Efendić, Nik Jurišić , Jan Vlašić, Fran Peršić, Antonio Stojanovski i Luka Lerotić. Izbornik: Vlado Ursić.[6]
- Bukurešt 2017.: Antonio Ivanković, Nik Jurišić , Fran Peršić, Ivan Šuta, Jan Vlašić, Luka Lerotić, Vinko Rudić, Marin Vlajčević, Antonio Stojanovski, Nikola Pavlović, Marko Grčić i Srđan Majkić.[18]
- Zagreb 2018.: Marko Grčić , Deon Mau'u, Nikola Pavlović, Tomislav Burazin, Joško Žunić, Luciano Luka Rosso, Luka Lerotić, Marin Vlajčević, Denis Muhoberac, Srđan Majkić, Jan Vlašić i Antonio Stojanovski. Izbornik: Anthony Poša. Trener: Ivan Šuta.[19]
- Budimpešta 2023.: Jan Vlašić, Marko Svaguša, Filip Perica, Nikola Pavlović, Ivo Perić, Nik Jurišić, Matej Buljanović, Luka Lerotić, Duje Plazibat, Niko Vranešević, Duje Čondić, Luka Kovačić, Marko Grčić i Dominik Fišić.[2] Izbornik: Anthony Poša.[1]

## Vanjske poveznice
- Službena stranica Hrvatskoga ragbijaškoga saveza